# Diotima (planetoïde)
(423) Diotima is een grote planetoïde in de planetoïdengordel tussen de banen van de planeten Mars en Jupiter. Diotima is ongeveer 208,7 km groot en draait in 5,368 jaar om de zon, in een zeer licht ellipsvormige baan die ongeveer 11° helt ten opzichte van de ecliptica. De afstand tot de zon varieert tijdens een omloop tussen de 2,940 en 3,191 astronomische eenheden.

## Ontdekking en naamgeving
Diotima werd op 7 december 1896 ontdekt door de Franse astronoom Auguste Charlois in Nice. Palisa ontdekte in totaal 122 planetoïden.
Diotima is genoemd naar Diotima van Mantinea, een karakter in Plato's Symposium. Diotima was volgens Plato een priesteres en de lerares van Socrates.

## Eigenschappen
Diotima wordt door spectraalanalyse ingedeeld bij de C-type planetoïden, wat betekent dat ze een relatief laag albedo heeft en een donker oppervlak. C-planetoïden zijn rijk in primitieve organische verbindingen.
Diotima draait in bijna 5 uur om haar eigen as.